# Холокост в Берёзовском районе (Брестская область)
Холокост в Берёзовском районе — систематическое преследование и уничтожение евреев на территории Берёзовского района Брестской области оккупационными властями нацистской Германии и коллаборационистами в 1941—1944 годах во время Второй мировой войны, в рамках политики «Окончательного решения еврейского вопроса» — составная часть Холокоста в Беларуси и Катастрофы европейского еврейства.

## Геноцид евреев в районе
Берёзовский район был полностью оккупирован немецкими войсками в июне 1941 года. Нацисты включили Берёзовский район в состав территории, административно отнесённой в состав рейхскомиссариата Украина генерального округа Волынь-Подолия. Вся полнота власти в районе принадлежала нацистской военной оккупационной администрации, действующей через созданные вермахтом полевые и местные комендатуры. Во всех крупных деревнях района были созданы районные (волостные) управы и полицейские гарнизоны из белорусских коллаборационистов.
Для осуществления политики геноцида и проведения карательных операций сразу вслед за войсками в район прибыли карательные подразделения войск СС, айнзатцгруппы, зондеркоманды, тайная полевая полиция (ГФП), полиция безопасности и СД, жандармерия и гестапо.
Одновременно с оккупацией нацисты и их приспешники начали поголовное уничтожение евреев. «Акции» (таким эвфемизмом гитлеровцы называли организованные ими массовые убийства) повторялись множество раз во многих местах. В тех населенных пунктах, где евреев убили не сразу, их содержали в условиях гетто вплоть до полного уничтожения.
До самого конца — до полной ликвидации гетто — евреев использовали на тяжелых и грязных принудительных работах, от чего многие узники умерли от непосильных нагрузок в условиях постоянного голода и отсутствия медицинской помощи.
За время оккупации практически все евреи Берёзовского района были убиты. Немцы и полицаи охотились даже за каждым отдельным евреем, несмотря на несоразмерность затраченных на это усилий и времени. Например, когда в 1942 году в деревне Лисичицы (Белоозёрский сельсовет) была замечена еврейская девочка-подросток, для её поимки послали группу полицаев во главе с Юзефовичем И. Н. (впоследствии — заместитель коменданта Песковской волостной полиции). Ребёнка поймали, привели в Пески, а оттуда под конвоем переправили в гетто в Березе. Возле деревни Пешки местные полицаи выслеживали и в конце концов убили еврейскую семью из 8 человек, бежавших из Дрогичинского гетто. Их останки были найдены и в 2012 году перезахоронены на еврейском кладбище в деревне Мотыкалы.
Самые массовые убийства евреев происходили:
- у Бронной Горы — к ноябрю 1942 года у Бронной горы были убиты более 50 000 человек, в подавляющем большинстве евреи[7].
- в Берёзовском гетто — более 8000 евреев;
- у деревни Смолярка (Соколовский сельсовет) — более 3000 евреев[8].

## Гетто
Оккупационные власти под страхом смерти запретили евреям снимать желтые латы или шестиконечные звезды (опознавательные знаки на верхней одежде), выходить из гетто без специального разрешения, менять место проживания и квартиру внутри гетто, ходить по тротуарам, пользоваться общественным транспортом, находиться на территории парков и общественных мест, посещать школы.
Бронная Гора
Реализуя нацистскую программу уничтожения евреев, немцы создавали гетто почти во всех городах и населённых пунктах Беларуси, где проживало еврейское население. Так и в Берёзовском районе оккупанты создали 3 гетто:
- В двух гетто в городе Берёза (июль 1941 — 15 октября 1942) были убиты на месте или вывезены и убиты в других местах более 8000 евреев.
- В гетто в деревне Малеч (лето 1941 — октябрь 1941) содержались 750 евреев, которых перегнали и убили в гетто в Берёзе.

## Праведники мира
В Берёзовском районе 3 человека были удостоены почетного звания «Праведник народов мира» от израильского мемориального института «Яд Вашем» «в знак глубочайшей признательности за помощь, оказанную еврейскому народу в годы Второй мировой войны»: Сенкевичи Пётр, Мария и Евгений — за спасение Эпельбаума Адама в деревне Ясевичи.

## Память
На одном из мест массовых убийств жителей Берёзы установлен обелиск в память о погибших.
На Бронной горе установлены два памятника и мемориальная доска.
В урочище Смолярка открыт памятный знак жертвам Холокоста.
В Малечи установлен памятник всем мирным жителям деревни (в том числе и евреям), убитым нацистами во время оккупации (в память жертвам геноцида евреев около памятника установлена отдельная доска).
Опубликованы неполные списки убитых евреев района.